# Кузнецов Юрій Борисович
Ю́рій Бори́сович Кузнецо́в (нар. 16 квітня 1947 року, Київ, УРСР, СРСР) — український літературознавець, літературний критик, перекладач, видавець, педагог. Кандидат (1984), доктор філологічних наук (2004), академік НАПНУ (2010).

## Біографічні дані
Народився 16 квітня 1947 року в Києві.
У 1972 році закінчив Київський педагогічний інститут. Після цього працював учителем.
- З 1978 по 1982 рік працював у видавництві «Радянська школа»: з 1979 — завідувач редакції української мови.
- З 1982 по 1985 працював у журналі «Радянська школа»: завідувач відділу математики, фізики, хімії, трудового навчання та профтехосвіти.

- З 1985 по 1996 старший науковий співробітник Інституту літератури НАНУ.
- З 1996 — директор-засновник Державного інформаційно-виробничого підприємства «Видавництво „Педагогічна преса“».
- З 1996 — головний редактор газети «Освіта України», з 1999 — журналу «Українська мова й література в середніх школах, гімназіях, ліцеях та колегіумах», з 2002 — журналу «Іноземні мови в навчальних закладах», з 2000 — шеф-редактор газети «Сільська школа», з 2005 — газети «Методичні діалоги».[2]

## Науково-літературна робота
У 1991 році заснував видавництво «Зодіак-Еко». Переклав українською мовою з німецької праці З. Фрейда «Три нариси з теорії сексуальності» та «Про нарцисизм» (обидві — 1990); з англійської — роман І. Стоуна «Бунт розуму» (1991; усі — спільно з О. Івановим). Спільно з О. Глазовою уклав серію підручників «Рідна мова» для учнів 5–10-го класів загально-освітніх навчальних закладів.

### Основні праці
За ЕСУ:
- Поетика прози Михайла Коцюбинського. 1989;
- Слідами феї Моргани: Вивчення творчості М. М. Коцюбинського в школі. 1990 (співавтор);
- Імпресіонізм в українській прозі кінця ХІХ — поч. ХХ ст.: Проблеми естетики і поетики. 1995;
- Естетика імпресіонізму: (Живопис і література). 2003;
- Імпресіонізм А. Головка та М. Коцюбинського. 2003 (усі — Київ).[2]

## Нагороди
- Орден «За заслуги» 3-го ступеня (2007).
- Всеукраїнська премія ім. О. Гірняка (2005) та ім. Д. Нитченка (2006).[2]